# Zef Rap
Lo Zef rap è una variante del rap sviluppatasi negli anni 2000 in Sudafrica.
Essa venne sviluppata dal gruppo "Die Antwoord".
Essi, infatti, crearono un mix eccentrico tra rap e la cultura locale Zef